# Entocythere ruibali
Entocythere ruibali är en kräftdjursart som beskrevs av Rioja 1955. Entocythere ruibali ingår i släktet Entocythere och familjen Entocytheridae. Inga underarter finns listade i Catalogue of Life.